# Плетени (Кировская область)
 Плетени  — деревня в Кирово-Чепецком районе Кировской области в составе Просницкого сельского поселения.

## География
Расположена на расстоянии примерно 9 км по прямой на юго-восток от переезда через узкоколейную железнодорожную линию до поселка  Каринторф на юго-восточной окраине города Кирово-Чепецк.

## История
Известна с 1873 года как деревня Тихоновская (Плетени), где дворов 2 и жителей 28, в 1905 4 и 31, в 1926 (Плетени или Тихоновская) 10 и 61, в 1950 8 и 43, в 1989 1 постоянный житель.

## Население
Постоянное население составляло 2 человека (100% русские) в 2002 году, 0 в 2010.